# هانس ألفردسون
هانس ألفردسون (بالسويدية: Hans Alfredson)‏ (28 يونيو 1931 - 10 سبتمبر 2017)، هو ممثل ومخرج وكاتب وكوميدي سويدي بدأ مسيرته الفنية سنة 1948. اشتهر بتعاونه مع تاغ دانيلسون في تمثيل الثنائي «هاس وتاغ». حصل على جائزة الخنفساء الذهبية في نسختها ال11 كأفضل مخرج.

## أعماله

### الأفلام
- العار (1968)
- المغتربون (1971)

## وصلات خارجية
- هانس ألفردسون على موقع IMDb (الإنجليزية)
- هانس ألفردسون على موقع ميتاكريتيك (الإنجليزية)
- هانس ألفردسون على موقع روتن توميتوز (الإنجليزية)
- هانس ألفردسون على موقع ألو سيني (الفرنسية)
- هانس ألفردسون على موقع ميوزك برينز (الإنجليزية)
- هانس ألفردسون على موقع أول موفي (الإنجليزية)
- هانس ألفردسون على موقع قاعدة بيانات الأفلام السويدية (السويدية)
- هانس ألفردسون على موقع أول ميوزيك (الإنجليزية)
- هانس ألفردسون على موقع أول ميوزيك (الإنجليزية)
- هانس ألفردسون على موقع ديسكوغز (الإنجليزية)